# Ursula Sillge
Ursula Sillge (geboren am 7. Januar 1946 in Untermaßfeld) ist eine deutsche Kulturwissenschaftlerin und lesbische Frauenrechtlerin. Sie ist Initiatorin des ersten DDR-weiten Lesben-Treffens und Gründerin des Ostberliner Sonntags-Clubs, den sie viele Jahre leitete.

## Leben und Wirken
Ursula Sillge wuchs in Thüringen auf und schloss ein Studium der Agrarwissenschaften ab. Anfang der 90er Jahre promovierte sie an der HU Berlin im Bereich Kulturgeschichte über die Situation von Lesben in der DDR. Sillge war von 1986 Initiatorin und bis 1991 Leiterin des Ostberliner Sonntags-Clubs. 1991 gründete sie das Lila Archiv und hat seitdem die Geschäftsführung inne.

### Homosexuellenbewegung
Ursula Sillge beteiligte sich an den Aktivitäten der Homosexuellen Interessengemeinschaft Berlin (HIB), die eine Gruppierung innerhalb der Lesben- und Schwulenbewegung der DDR in den 1970er Jahren war. 1976 verweigerte das Innenministerium der HIB die Zulassung als Verein, möglicherweise aufgrund des erfolgreichen, aber nicht staatlich gelenkten Engagements. Das DDR Regime begründete, mit der Entkriminalisierung der Homosexualität im Jahre 1968 sei der Staats bereits ausreichend auf die Probleme der Homosexuellen eingegangen. In der Folge zogen sich die Lesben aus der HIB zurück und gründeten eine eigene Frauengruppe um Ursula Sillge. Über den sogenannten „Buschfunk“ organisierten sie das erste DDR-weite Lesben-Treffen im Gutshaus von Charlotte von Mahlsdorf.
1978 organisierte Ursula Sillge ein erstes Lesbentreffen in der DDR, das trotz des Polizeiaufgebots in einer Privatwohnung und zwei Gaststätten stattfand. Das Treffen war ein bedeutender Akt des Widerstands gegen die restriktiven sozialen Normen des DDR-Regimes. Ursula Sillges Engagement und Organisationstalent waren entscheidend für den Erfolg dieses historischen Ereignisses, das die Anliegen lesbischer Frauen öffentlich thematisierte.

### Sonntags-Club
Die Gruppe um Sillge gründete im Jahr 1987 den Sonntags-Club, dessen Leitung sie innehatte. Unter ihrer Führung setzte der Club auf paritätische Geschlechterverteilung, was zu dieser Zeit unüblich war. In den Jahren nach seiner Gründung musste der Sonntags-Club, mehrmals den Treffpunkt wechseln. Trotzdem wurde er zu einem wichtigen Anziehungspunkt für Schwule und Lesben, die sich nicht den kirchlichen Gruppen anschließen wollten. Das Ministerium für Staatssicherheit (MfS) verbreitete Gerüchte über eine angebliche Spitzeltätigkeit und Mitgliedschaft Sillges in der SED. Dies geschah, um sie zu diskreditieren und ihre Arbeit zu unterminieren. Mehr als ein Dutzend Stasi-Spitzel berichteten über sie, was zu einer Verzerrung ihrer öffentlichen Wahrnehmung führen sollte.
In ihrer Leitungsfunktion setzte Sillge sich bei verschiedenen staatlichen Stellen für die Genehmigung von Veranstaltungen, bessere Versorgung mit Kondomen und Gleitmitteln sowie eine legale Möglichkeit für Schwule und Lesben ein, sich zu organisieren. Erst nach dem Mauerfall konnte der Verein am 9. Juli 1990 gegründet werden und eigene Räume in der Greifenhagener Straße 28 im Berliner Stadtteil Prenzlauer Berg anmieten. Seit 1993 befindet sich der Sonntags-Club an diesem Standort.

## Veröffentlichungen
- Un-Sichtbare Frauen. Lesben und ihre Emanzipation in der DDR. Ch. Links 1991, ISBN 978-3-86153-012-1.

Beiträge
- Erfahrungen im Engagement für die AIDS-Prävention in der DDR. In: HIV/AIDS-Prävention für Frauen in den neuen Bundesländern : Dokumentation der Fachtagung vom 23./24.11.1990 in Berlin. Sozialpädagogisches Institut, Berlin 1990.
- „Wenn du kein Kind hättest, würde ich denken, du bist eine Lesbe!“ : Zur Situation lesbischer Frauen in der DDR vor und nach der „Wende“. In: Uli Streib: Von nun an nannten sie sich Mütter. Lesben und Kinder. Orlanda Verlag GmbH, 1991, ISBN 978-3-922166-73-3.
- Frauen im Wissenschaftlich-humanitären Komitee. In: Rüdiger Lautmann: Homosexualität: Handbuch der Theorie- und Forschungsgeschichte. Campus Verlag, 1993, ISBN 3-593-34747-4.
- Damals war’s: Ein Rückblick auf Bedingungen und Strukturen der lesbisch-schwulen Bewegung in der DDR. In: Gabriele Dennert, Christiane Leidinger, Franziska Rauchut (Hg.): In Bewegung bleiben. Querverlag, 2007, ISBN 978-3-89656-148-0.